# Museos de Arte MBA-MAC Bahía Blanca

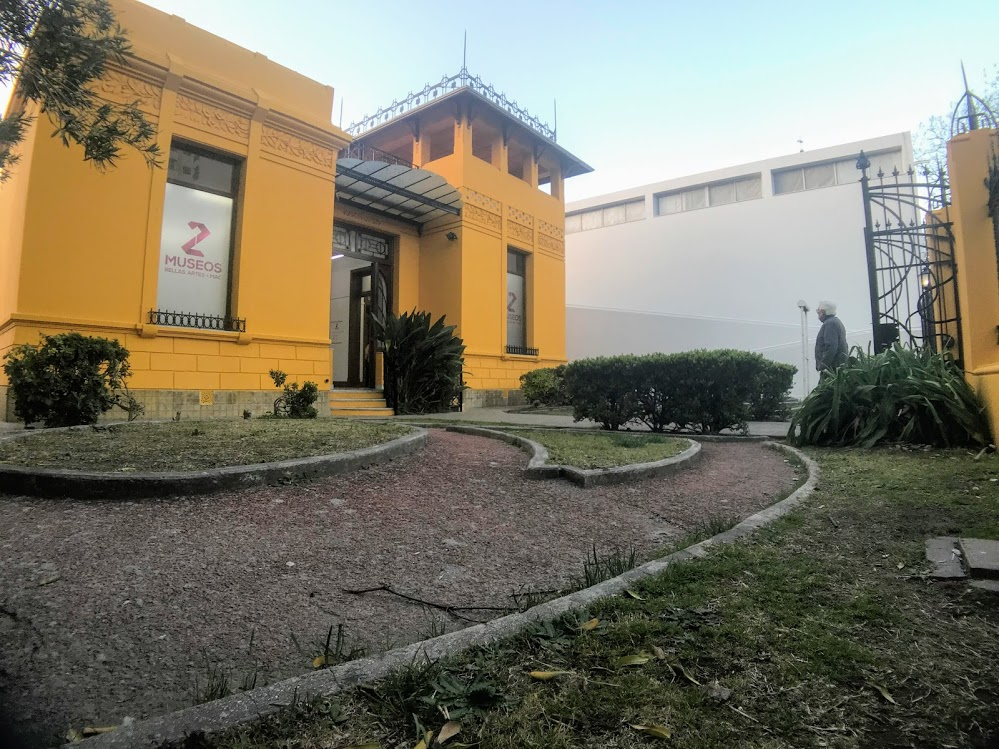
2Museos, Bellas Artes y MAC

2Museos surge en la ciudad de Bahía Blanca (provincia de Buenos Aires, Argentina) con la unión del Museo de Bellas Artes (MBA) y el Museo de Arte Contemporáneo (MAC). Es administrado por el Instituto Cultural de la Municipalidad de Bahía Blanca y posee una colección de 947 obras.

## Los edificios
El Museo de Bellas Artes está emplazado en la antigua casona María Luisa, ubicada en Sarmiento 450, entre la avenida Alem y Zapiola. El edificio, propiedad de la familia Vitalini, fue diseñado por el arquitecto Guido Buffalini en los años veinte. Posee elementos del movimiento modernista, muy marcados en las guardas y formas curvas u orgánicas, sobre todo en la rejería. Se destaca también la utilización del vidrio y del hierro en la marquesina colocada sobre la escalera de ingreso. Dispone también de una amplia terraza y un gran parque que rodea al predio.
En 1980, la casona María Luisa fue vendida al municipio y albergó el Instituto Cantilo y Hogar Adolescente. En los años noventa fue declarado Patrimonio Arquitectónico y restaurado para ser sede del Museo de Arte Contemporáneo (MAC), inaugurado en 1995.
El Museo de Arte Contemporáneo se inauguró en la nueva sede en 2004 para poner en funcionamiento el museo actual. Se trata de un diseño de los arquitectos Luis Caporossi y Andrés Duprat. De tendencia minimalista, se acerca al concepto del Cubo Blanco: con una amplia sala pintada de blanco creando un espacio descontextualizado, neutral y que permite visibilizar sin interferencias las obras que allí se exponen. Este edificio se encuentra en la misma parcela que la Casona María Luisa; los separa un pequeño jardín y los une un puente de hierro.

## Museo de Bellas Artes
El 10 de abril de 1930 se funda la Comisión Municipal de Bellas Artes, a cargo de Enrique Cabré  Moré. Un año más tarde, en 1931, la Comisión organizó el Primer Salón de Arte de Bahía Blanca y creó el Museo Municipal de Bellas Artes. La sede original estaba en Belgrano 54 pero en 1933 fue trasladada a Av. Colón y Vicente López, donde hoy se encuentra el Club Argentino. Entre 1935 y 1940, el MMBA funcionó en el primer piso de O’Higgins 69.
En 1940 el museo se mudó al subsuelo del Teatro Municipal, hasta 1946 en que se trasladó en el Salón Blanco del Palacio Municipal. En 1954 se inauguró, como sede del MMBA, en el subsuelo de la Municipalidad, en Alsina 65.
Finalmente, en 2003 el Museo Municipal de Bellas Artes se instala definitivamente en calle Sarmiento 450, en la antigua casona María Luisa, junto al Museo de Arte Contemporáneo (MAC).

## Directores del Museo de Bellas Artes
- Enrique Cabré Moré (Director de la Comisión Municipal de Bellas Artes 1930-1946)
- 1931-1936: Enrique Cabré Moré
- 1936-1940: Juan Carlos Miraglia
- 1940-1963: Saverio Caló
- 1964-1968: Ubaldo Tognetti
- 1976-1978: Arnaldo Colina Zuntini
- 1978-1983: Alberto Obiol
- 1983-1991: Juan Manuel Ares
- 1991-2002: Andrés Duprat
- 2003: Elena Pertusio
- 2003-2005: Cecilia Miconi
- 2006-2007: Betiana Gerardi
- 2007: Nilda Rosemberg
- 2007-2017: Cecilia Miconi
- 2018-2021: Christian Díaz
- 2021-2022: Daniel Saladino
- 2023-presente: Marcelo Díaz

## Museo de Arte Contemporáneo (MAC)
El Museo de Arte Contemporáneo de Bahía Blanca (MAC) fue inaugurado el 11 de abril de 1995 en el edificio de la calle Sarmiento 450 de Bahía Blanca, en la casona María Luisa. Se trató del primer museo del país dedicado a los lenguajes del arte contemporáneo.
En 2004 se inauguró la nueva sede para poner en funcionamiento el museo actual. Se trata de un diseño de los arquitectos Luis Caporossi y Andrés Duprat. De tendencia minimalista, se acerca al concepto del Cubo Blanco: con una amplia sala pintada de blanco creando un espacio descontextualizado, neutral y que permite visibilizar sin interferencias las obras que allí se exponen. Este edificio se encuentra en la misma parcela que la Casona María Luisa; los separa un pequeño jardín y los une un puente de hierro.
Los directores del Museo de Bellas Artes de Bahía Blanca fueron también directores del MAC; ambos funcionan actualmente como museos y tanto sus muestras como trabajos se articulan de manera integral.